# トヨタカローラ山口
トヨタカローラ山口（トヨタカローラやまぐち）は山口県周南市に本社を置く、トヨタカローラ店を展開するトヨタ系自動車ディーラーである。
卜部グループの中核企業で、山口県内一円にカローラ店21店舗（うちINGINGショップ併設5店舗）の他、インストア型のサテライトショップ3店舗、マイカーセンター（中古車販売拠点）9店舗、フォルクスワーゲン販売店（旧DUO店）2店舗を展開する。
傘下にレーシングチーム・INGING（株式会社インギング）を所有しており、同社を通じてフォーミュラ・ニッポン→スーパーフォーミュラや全日本F3選手権に参戦している。また、INGINGとファクトリーを統合したセルモを通じてSUPER GTに参戦している。トヨタのスポーツコンバージョンブランド『GR』の拠点「GRガレージ」にもINGINGのブランド名を冠しており、下松市の複合型店舗「Felix88」（フェリックスエイティーエイト、下松望町店・ジェームス周南店との併設）にて『GR Garage 周南INGING』として運営している。

## 提供番組
- オオカミ少年（山口ローカル）